# Prométheus (Vysoká škola báňská – Technická univerzita Ostrava)
Prométheus / Rozmach vědy, techniky a civilizace je měděný oboustranný reliéf, který se skládá ze dvou částí (větší v exteriéru a menší v interiéru) objektu rektorátu VŠB - Technické univerzity Ostrava v Ostravě-Porubě v Moravskoslezském kraji. Autorem reliéfu je český sochař a medailér Vladislav Gajda. Instalace na místo byla provedena v letech 1968 a 1973.

## Popis díla

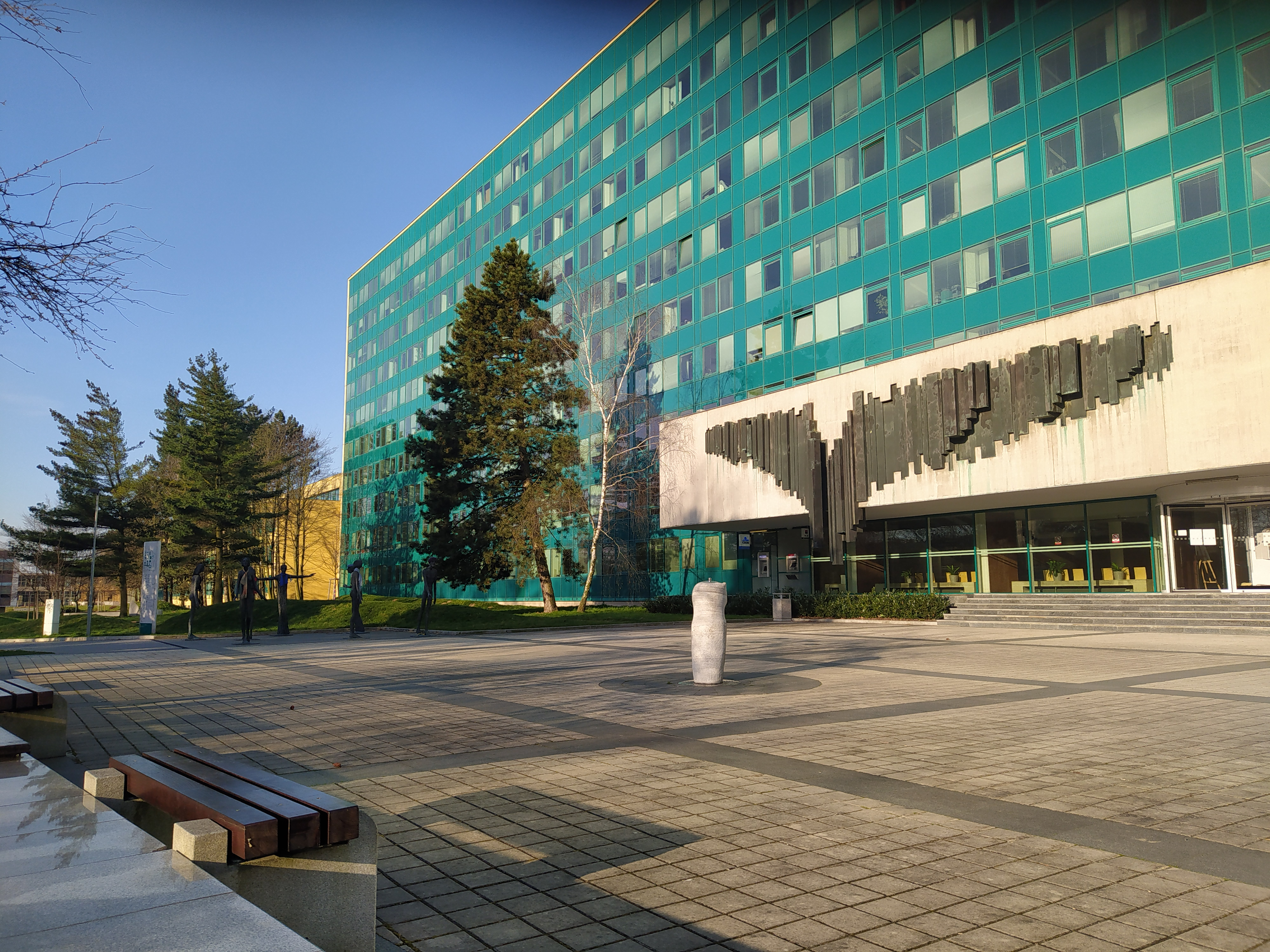
Reliéf Prométheus, plastiky Pedagogové a studenti a pítko u vchodu na rektorát VŠB - Technické univerzity Ostrava

Reliéf Prométheus / Rozmach vědy, techniky a civilizace je ztvárněn jako drúzovitě členěná křídla, která navozují hlubší souvislosti a významy, myšlenku titánské síly, stvoření, chytrosti, odvahy i síly vzdorovat. Motivem je mytický Titán Prométheus, který pomáhal lidstvu a jeho dramatický příběh antické mytologie se propojuje s myšlenkou moci přírody a umu člověka, který dobývá z hlubin země energii. Reliéf paralelně evokuje geologickou strukturu Ostravska. V období socialistického Československa nešlo prvotně projektovat dílo do mytologické (duchovní) roviny a proto se objevil variantní název díla „Rozmach vědy, techniky a civilizace“. Takto se posílila konkrétnost myšlenky dobývání uhlí a získávání energie pro blaho člověka.

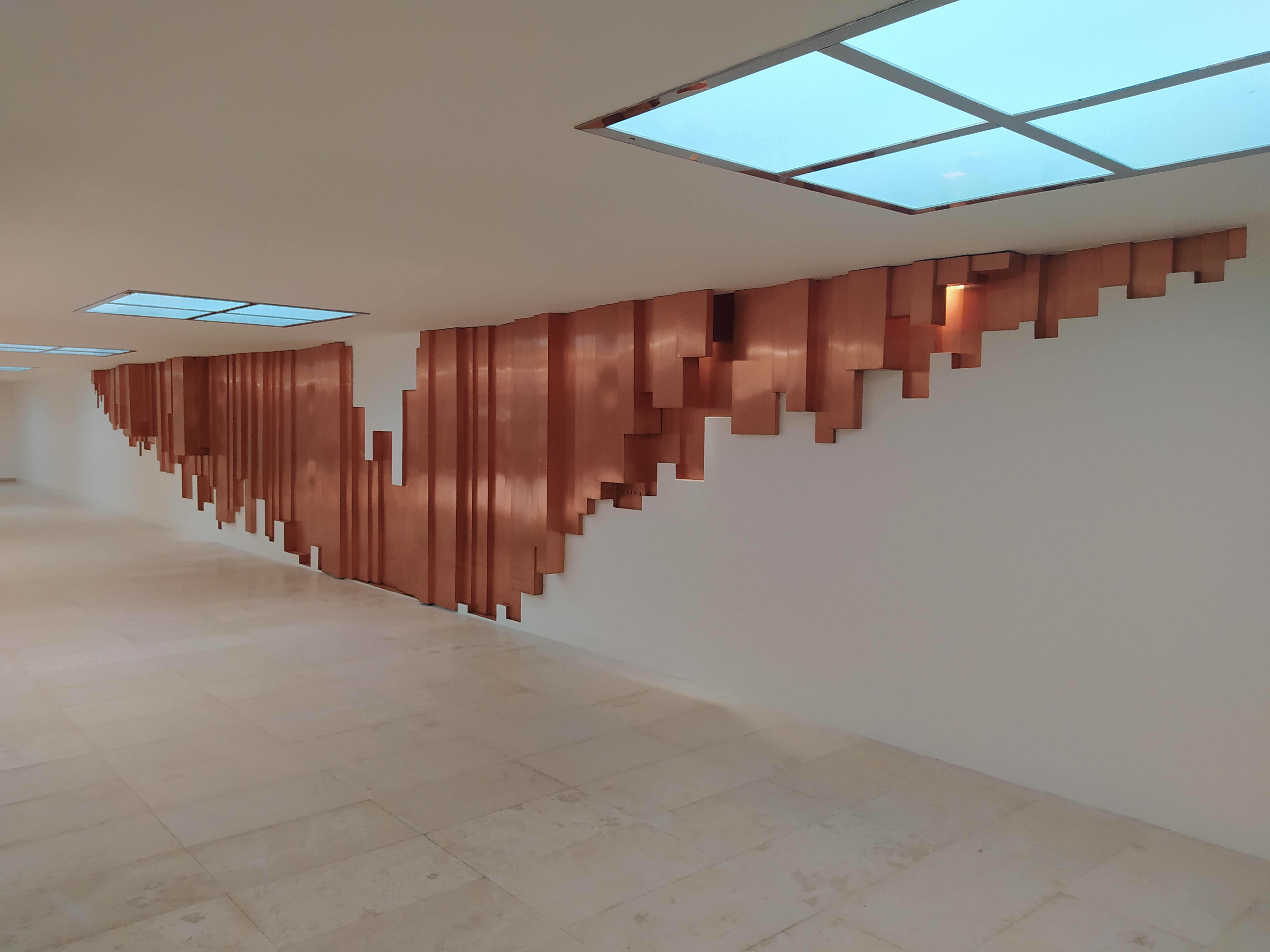
Reliéf Promethéus (interiérová část)

V kompozici první (exteriérové) části díla (instalace v r. 1968) je využito možnosti barevných i plastických kontrastů reliéfně zpracovaného kovu, neutrálního betonového pásu (nad vstupem v hlavním průčelí rektorátu VŠB - Technické univerzity Ostrava) a tyrkysově probarvené fasády budovy.
Druhou (interiérovou) částí díla (instalace v r. 1973) je menší leštěný měděný reliéf, který působí jako prostupování venkovního měděného reliéfu do prostoru haly a galerie.
Podrobnější informace o díle lze nalézt v.

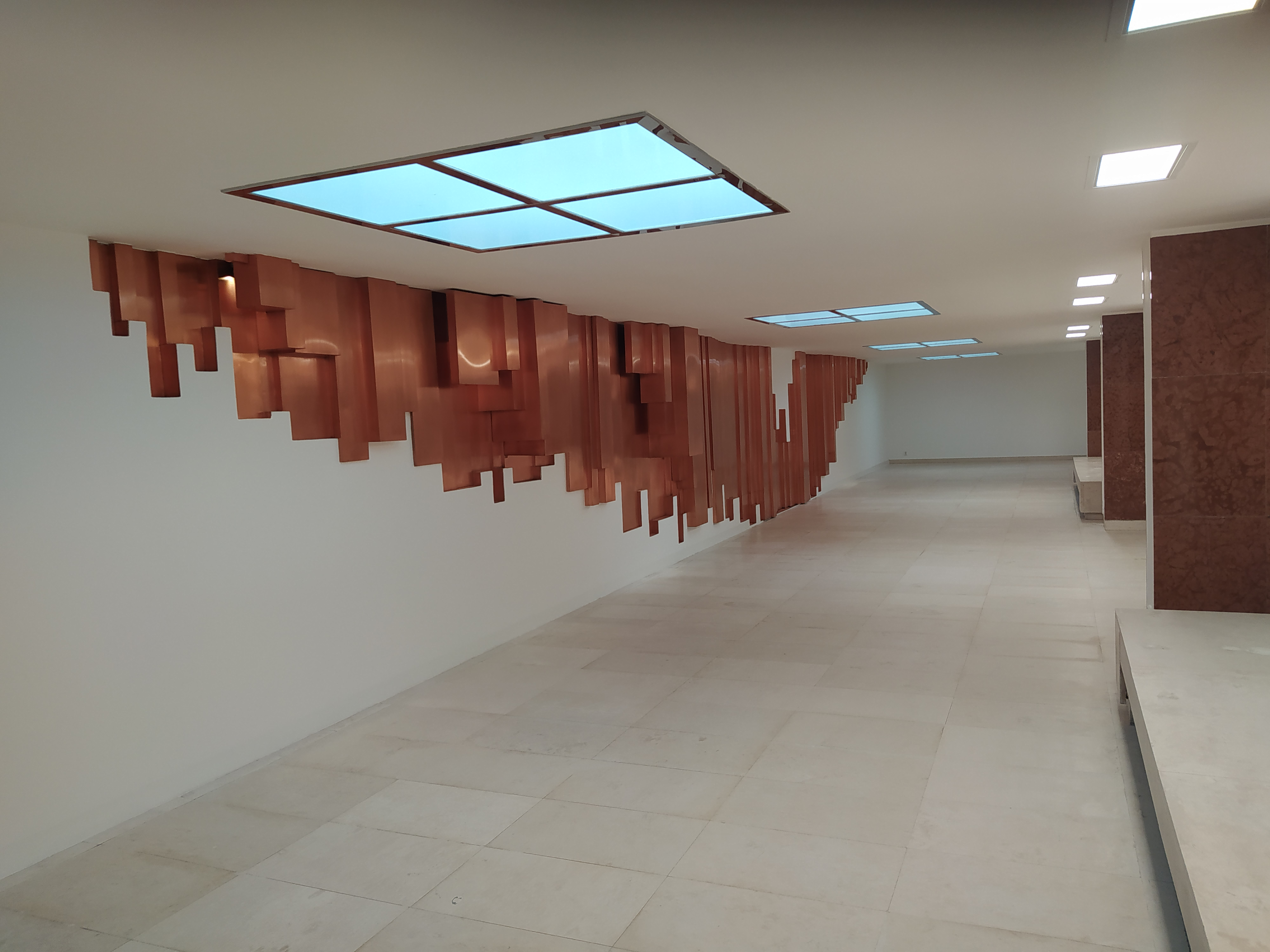
Reliéf Promethéus (interiérová část)

## Další informace
Reliéf Prométheus, spolu s několika dalšími uměleckými díly, tvoří expozice Univerzitního muzea VŠB - Technické univerzity Ostrava.
Reliéf Prométhea (jeho zjednodušená modifikace) se také stala námětem pro logo VŠB - Technické univerzity Ostrava a jejich fakult.
Vedle reliéfu, se v exteriérech VŠB-TUO nachází Park ke 100. výročí vzniku ČSR a plastiky Pedagogové a studenti a Práce.